# Pierre Servais Nicolet

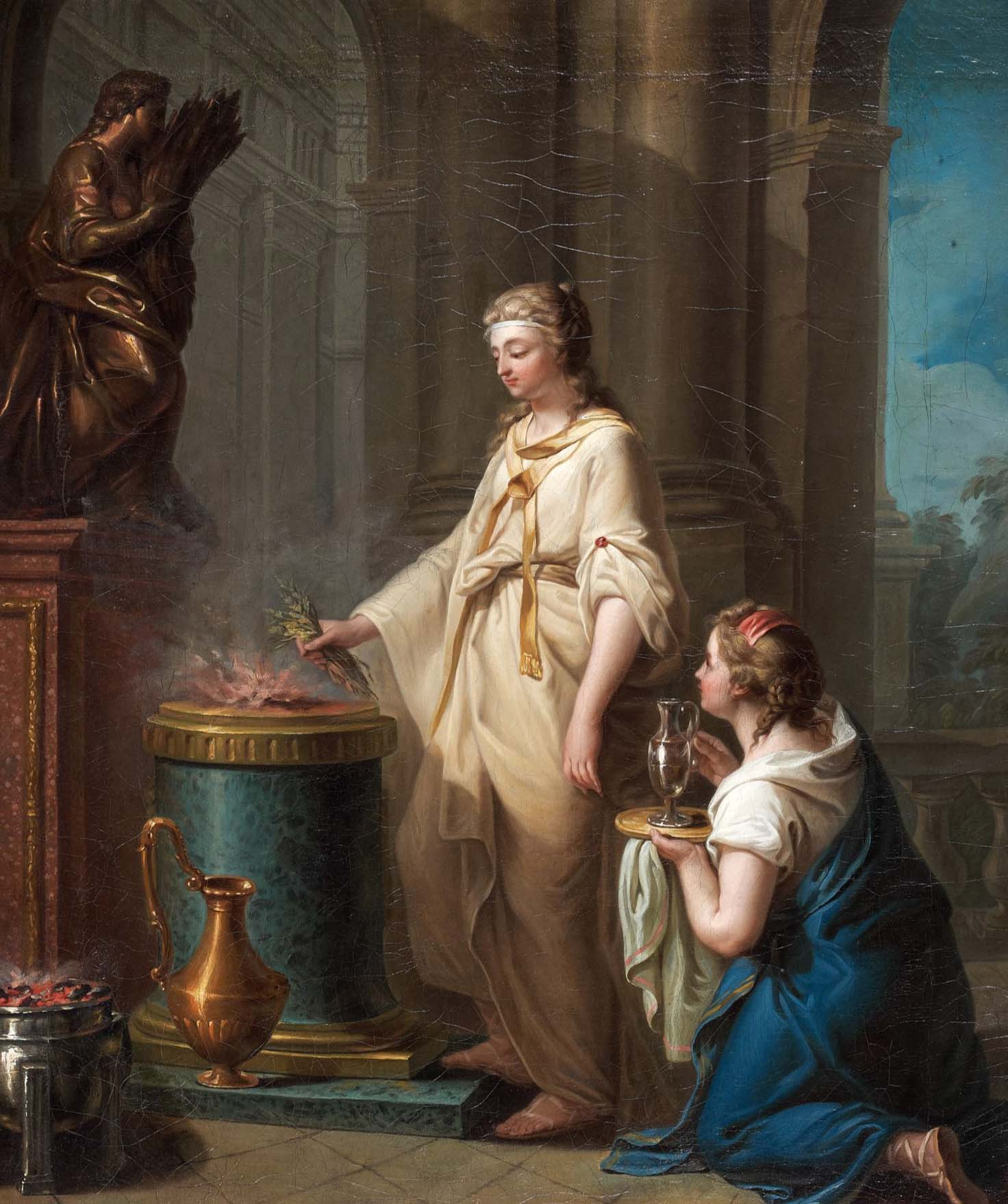
Nicolet : Le Sacrifice à Cérès. Morceau de réception à l'académie de Saint-Luc. 1764. Collection privée.

Pierre Servais Nicolet (né à Paris en 1731 et mort après 1795) est un peintre français de la seconde moitié du XVIIIe siècle, actif à Paris où il fut membre de l'Académie de Saint-Luc.

## Biographie
Il y fut reçu en 1764 sur présentation de son Sacrifice à Cérès et exposa régulièrement au Salon de cette Académie en 1764 et 1774, date à laquelle il est considéré comme adjoint à professeur.
En 1776, au moment de la suppression de l'Académie de Saint-Luc, Nicolet est cité dans l'Almanach des peintres comme résidant « à l'Arsenal, au Pavillon vis-à-vis le magasin à poudre » où il « fait des élèves ».
L'artiste vivait à Paris, à l'Arsenal, rue Saint-Pierre-aux-Choux. Il travailla à la résidence des évêques de Beauvais située dans la ville de Bresles et réalisa plusieurs commandes dont sa Sainte Marguerite que son commissionnaire, le duc de Penthièvre, offrit à l'église Saint-Jacques de Compiègne.
En 2007, un portrait de femme signé par Nicolet a réapparu sur le marché de l'art français.
Il fit un séjour à Naples.
Neil Jeffarès émet l'hypothèse que Nicolet pourrait être le graveur Bernard-Antoine Nicolet (1743–1806), élève de Charles-Nicolas Cochin.

## Œuvres
- Salon de 1764[7]
  - n° 81. « Une boudeuse
  - n° 82. « Un petit tableau représentant des fruits. »
  - n° 83. « Un petit tableau de forme ovale, représentant un enfant, d'après François Flamant. »
  - n° 84. « Un tableau de pareille forme, représentant le Portrait de Mademoiselle ***. »
  - n° 85. « Le Portrait de Mademoiselle Duransy, peinte en Diane partant pour la Chasse[8]. »
- Salon de 1774[9]
  - n° 38. « Enfant montrant la curiosité. Hauteur, 2 pieds 6 pouces, largeur, 3 pieds. Ce tableau appartient à M. Godefroy, Contrôleur Général de la Marine. »
  - n° 39. « Les Portraits de M. & Madame Prelles. Ils font peints à l'huile, & leur forme est ovale. »
  - n° 40. « Le Portrait de l'Auteur. Il est peint à l'huile. »
  - n° 41. « Plusieurs Sujets & Portraits fous le même Numéro. Ils font les uns à huile & les autres au pastel. »
  - n° 42. « Un sacrifice. Ce dessein est à la plume & au bistre, & rehaussé de blanc au pinceau. »
- « Un tableau, peint sur toile par le sr Nicolet, portant 2 pieds et demi sur 2 pieds, représentant une Vestale »[10].
- Meaux, musée Bossuet, Portrait d'un abbé meldois, tableau signé P. Nicolet et daté 1762.
- Paris, vente publique, Guyot de Villeneuve, 1900, 14 dessins pour les œuvres de L. P. Ségur (Louis-Philippe de Ségur ?).
- Paris, vente publique, Artcurial, 8 novembre 2011, n° 38, Sacrifice à Cérès, huile sur toile, 76,50 × 64 cm, morceau de réception du peintre à l'Académie de Saint-Luc en 1764.
- Rouen, musée des beaux-arts, Bas-relief d'après Clodion, huile sur toile, en grisaille, 32 × 40 cm, signé et daté 1778 don Henri et Suzanne Baderou en 1975.
- Compiègne, église Saint-Jacques, Sainte Marguerite, huile sur toile, 175 x 122 cm. Daté et signé « Nicolet invenit et fecit 1775 » Notice no PM60000596, sur la plateforme ouverte du patrimoine, base Palissy, ministère français de la Culture

.